# Marianne

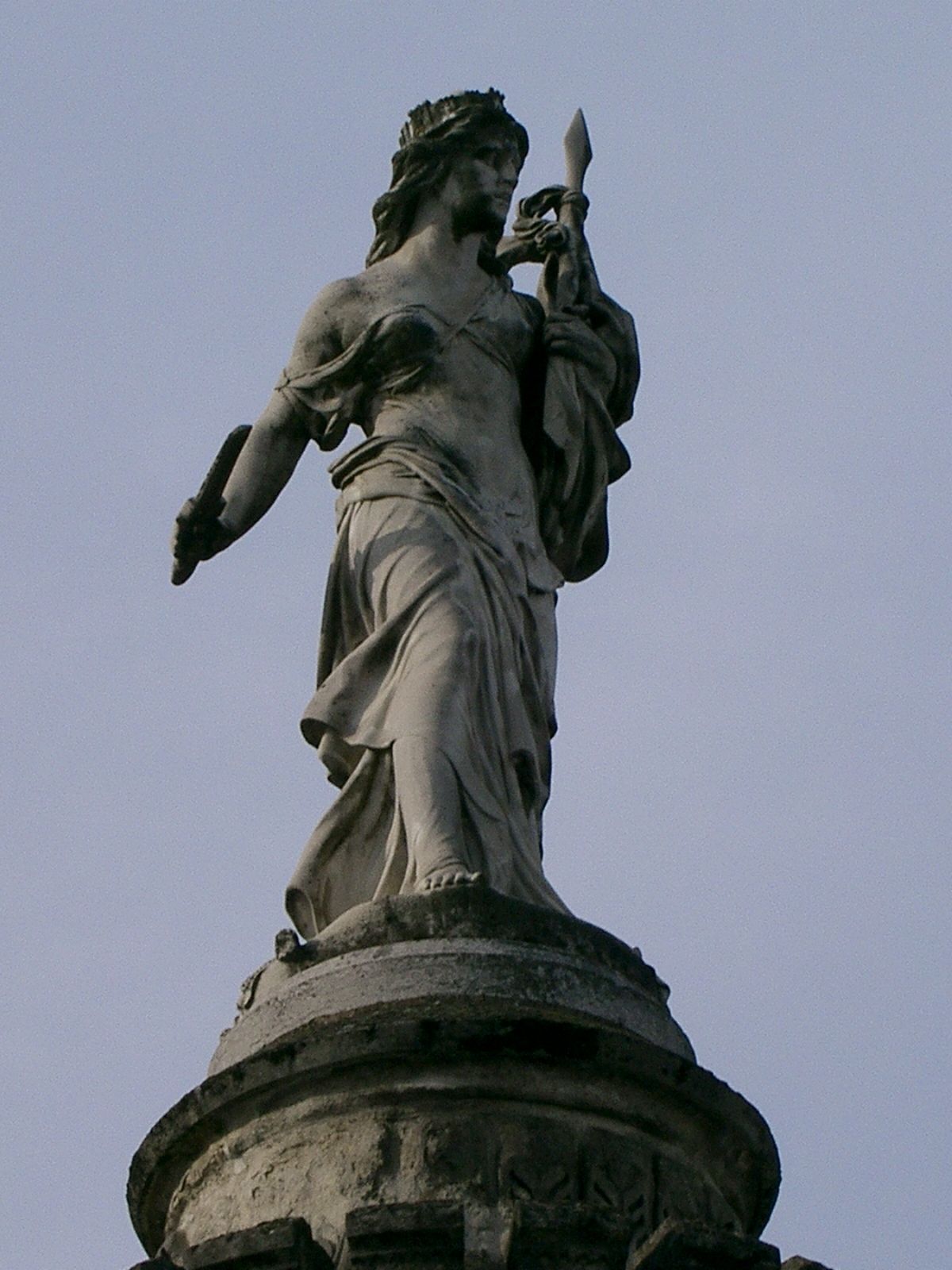
Marianne jako bojovnice, na počest obráncům města Dijon během Prusko-francouzské války v roce 1870.

Marianne je alegorická postava, jeden ze symbolů Francouzské republiky. První zpodobení pocházejí z francouzské revoluce. Marianne ztělesňuje Francouzskou republiku ve své ženské podobě, hlavu ozdobenou frygickou čapkou. Tato žena typicky symbolizovala svobodu, rozum, národ, vlast a občanské ctnosti republiky. Dává tak současně podobu i třem základním hodnotám republikánské Francie, které jsou vyjádřeny heslem Francouzské revoluce Volnost, rovnost, bratrství (francouzsky Liberté, Égalité, Fraternité). Marianne se v červenci 1789 dostala poprvé do povědomí Francie při dobytí Bastily a při dalších časných událostí revoluce. Od té doby až do září 1792 byl obraz Marianne zastíněn dalšími postavami, jako je Merkur a Minerva. Až do září 1792, kdy První Francouzská republika hledala nový symbol, který by zastupoval stát, že se její popularita začala rozšiřovat. Marianne, ženská alegorie svobody, byla zvolena tak, aby zastupovala nový režim Francouzské republiky a současně symbolizovala svobodu.
Řadě slavných Francouzek byla prokázána čest a vysloveno uznání tím, že byly vybrány, aby propůjčily svou tvář k vytvoření nové podoby Marianne:
- 1968 – Brigitte Bardotová
- 1972 – Michèle Morganová
- 1978 – Mireille Mathieu
- 1985 – Catherine Deneuve
- 1989 – Inès de la Fressange
- 2000 – Laetitia Casta
- 2003 – Évelyne Thomas
- 2012 – Sophie Marceau
- Samira Bellil[zdroj?]

Tvář Marianne je zobrazena na francouzských euromincích.
Symboly Marianne vycházejí z antiky.
Francouzi připomínají svůj národní symbol při významných příležitostech. Zejména pak 14. července kdy si Francouzi oslavami připomínají výročí počátku Velké francouzské revoluce a pád pevnosti Bastily.
| Vzhled          | Symbol                  |
| --------------- | ----------------------- |
| Frygická čapka  | Pařížský lid            |
| Koruna          | Vláda                   |
| Obnažené ňadro  | Plodnost a nezávislost  |
| Kyrys           | Nepřemožitelnost        |
| Lev             | Nebojácnost a síla lidu |
| Hvězda          | Světlo                  |
| Trojúhelník     | Rovnost                 |
| Rozlomená pouta | Volnost                 |
| Překřížené ruce | Bratrství               |
| Svazek prutů    | Autorita státu          |
| Váhy            | Spravedlnost            |
| Roj             | Práce                   |